# Якуб Заглава
Якуб Заглава (нім. Jakub Záhlava; нар. 15 травня 1980) — колишній німецький тенісист.
Найвищу одиночну позицію світового рейтингу — 194 місце досяг 3 лютого 2003, парну — 504 місце — 12 лютого 2001 року.

## Титули на челленджерах

### Одиночний розряд: (1)
| Ранг | Рік  | Турнір                | Покриття | Суперник   | Рахунок  |
| ---- | ---- | --------------------- | -------- | ---------- | -------- |
| 1.   | 2002 | Вольфсбург, Німеччина | Килим    | Дік Норман | 6–4, 6–2 |